# Cerapoda (geslacht)
Cerapoda is een geslacht van vlinders van de familie uilen (Noctuidae), uit de onderfamilie Cuculliinae.

## Soorten
- C. aegyptiaca de Joannis, 1910
- C. stylata Smith, 1894